# Katri Lindeqvistová
Katri Lindeqvistová (* 5. září 1980, Helsinky) je finská reprezentantka v orientačním běhu v současnosti žijící v Turku. Jejím největším úspěchem je zlatá medaile ze štafet na Mistrovství světa v roce 2008 v Olomouci. V současnosti běhá za finský klub Paimion Rasti.